# ニュルンベルク継続裁判
ニュルンベルク継続裁判（ニュルンベルクけいぞくさいばん、英語：Subsequent Nuremberg Trials）は、ニュルンベルク裁判の後にアメリカ軍が設置したナチス戦犯を裁くための12の軍事法廷のことである。正式名称は「ニュルンベルク軍事審議会前の戦争犯罪の法廷」（Trials of War Criminals before the Nuremberg Military Tribunals）。
ニュルンベルク裁判で裁かれなかったナチ戦犯を裁いた法廷である。ニュルンベルク裁判ほどではないが、ドイツ空軍No.2であったエアハルト・ミルヒ元帥などナチス国家で大物だった者達が被告となった。1946年12月9日から1949年4月13日にかけて行われた。有罪となった者はバイエルン州のランツベルク刑務所へ移送され、懲役や死刑に処された。

## 12の裁判
1. 医者裁判 (1946年12月9日 - 1947年8月20日)
2. エアハルト・ミルヒ裁判  (1947年1月2日 - 1947年4月14日)
3. 法曹裁判（ドイツ語版）  (1947年3月5日 - 1947年12月4日)
4. 親衛隊経済管理本部裁判（ドイツ語版） (1947年4月8日 - 1947年11月3日)
5. フリードリヒ・フリック裁判（ドイツ語版）  (1947年4月19日 - 1947年12月22日)
6. IG・ファルベン裁判  (1947年8月27日 - 1948年7月30日)
7. 捕虜裁判 (1947年7月8日 – 1948年2月19日)
8. アインザッツグルッペン裁判 (1947年9月29日 - 1948年4月10日)
9. 親衛隊人種及び移住本部裁判（ドイツ語版） (1947年10月20日 - 1948年3月10日)
10. クルップ裁判（ドイツ語版、英語版） (1947年12月8日 - 1948年7月31日)
11. 大臣裁判 (1948年1月6日 - 1949年4月13日)
12. 国防軍最高司令部裁判 (1947年12月30日 - 1948年10月28日)